# Bristol Avon

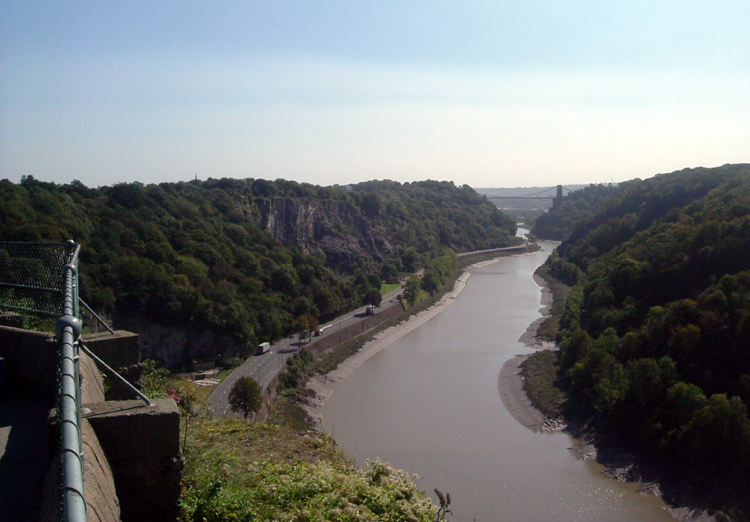
Bristol Avon

Avon (även kallad Lower Avon eller Bristol Avon för att särskilja den från andra floder med samma namn) är en flod i sydvästra England, Storbritannien. Den är en biflod till Severn. 
Floden rinner bland annat genom Bradford-on-Avon, Bath och Bristol. Den gav namn åt det numera avskaffade grevskapet Avon, som bland annat omfattade Bath och Bristol.

## Jämför med
- Warwickshire Avon